# اهل ذمه
ذَمّی یا اهل ذمه یا به عربی معاهد، لفظی تاریخی برای کافرانی است که در یک حکومت اسلامی با حفاظت قانونی زندگی می‌کنند. معنای لفظی این واژه «فرد مورد حفاظت» است، و الزام حکومت اسلامی بر اساس احکام اسلام برای حفاظت از جان، مال، و نیز آزادی دینی فرد در ازای وفاداری او به حکومت و پرداخت مالیات جزیه، به جای زکات، یا صدقه اجباری که تبعه‌های مسلمان می‌پردازند اشاره دارد. اهل ذمه در صورت پرداخت جزیه از برخی وظایفی که به‌طور ویژه به مسلمانان تخصیص داده شده بود معاف بودند، ولی جز آن در برابر قوانین مالکیت، قرارداد و اجبارها، با بقیه برابر بودند. بعدها در زمان عمر خطاب طبق اجتهاد، پیروان همهٔ ادیان از جمله هندوها و غیره از اهل ذمه به حساب آمدند.

## ذمّه
ذمّه از ماده «ذَمَمَ» به معنی عهد، کفالت، امان، حرمت، حق و ضمان می‌باشد.
در اصطلاح، اهل ذمه به غیر مسلمانان اهل کتاب (یهودیان، مسیحیان، زرتشتیان و صابئین) گفته می‌شود که با مسلمانان عهد و پیمان بسته‌اند تا در کشور اسلامی و در پناه دولت اسلام در امان باشند و از میان سه گزینه «پذیرش اسلام، جنگ یا التزام به شرایط ذمه» راه سوم را انتخاب کرده، شرایطی را که دولت اسلامی برای آنها تعیین می‌کند، می‌پذیرند.

## همچنین ببینید
- اجازه (فقه)
- احکام اسلام
- اخلاص در اسلام
- اخلاق اسلامی
- استبراء
- استحسان
- استحلال
- استصحاب
- استغفار
- اسرائیلیات
- اسم اعظم
- اسراف
- اصحاب اجماع
- اصحاب صفه
- توبه در اسلام
- جذبه (عرفان)